# 鬚鈎鯰
鬚鈎鯰，為輻鰭魚綱鯰形目甲鯰科的其中一種，為熱帶淡水魚，分布於南美洲巴拉那河流域，體長可達8.9公分，棲息在水質混濁、砂石底質的溪流底層水域，以藻類為食，生活習性不明。

## 扩展阅读
維基物種上的相關：鬚鈎鯰